# أتش أم أس موسكيتو (مؤسسة الشاطئ)
أتش أم أس موسكيتو كانت قاعدة للقوات الساحلية التابعة للبحرية الملكية البريطانية في الإسكندرية، مصر خلال الحرب العالمية الثانية أنذاك . عملت القاعدة من عام 1942 إلى عام 1945 كمركز إصلاح وقاعدة لقوارب القوات الساحلية.
دخلت السفينة موسكيتو الخدمة في رصيف المحروسة في 15 فبراير 1942. وكانت القاعدة والممرات تقع بجوار قصر الملك فاروق . كانت الحسابات مركزية في أتش أم أس النيل وتم إنشاء موسكيتو كقيادة مستقلة. كان لديها سفينة مستودع مرشحة، 16 قدم زورق رقم 1955 . كانت القاعدة قيد التشغيل حتى تم سداد مستحقاتها لشركة الرعاية والصيانة في 1 ديسمبر 1945.

## مواقع أخرى
وتم توسيع الموقع ليشمل عدداً من المنشآت الواقعة في الزاوية الجنوبية الشرقية للبحر الأبيض المتوسط.
- موسكيتو 1 - يقع في حيفا ، وتم تشغيله في أكتوبر 1943 وتم سداده أخيرًا في 9 مايو 1945.
- موسكيتو 2 - يقع مقرها في بيروت ، لبنان ، تم تشغيلها عام 1942 وتم سداد ثمنها في 9 مايو 1945.
- موسكيتو 3 - مقرها بنغازي برقة ، تأسست عام 1942.
- موسكيتو 3 - مقرها بورسعيد ، تم سداد ثمنها في 9 مايو 1945.